# Cipriano de Valera
Cipriano de Valera (Fregenal de la Sierra, Reino de Sevilla, 1531/2-¿Londres?, no antes de 1602), relacionado en el Index librorum Prohibitorum (Madrid, 1667, p. 229) como «el hereje español» por excelencia, fue un monje jerónimo exclaustrado, converso al protestantismo y humanista, autor de la llamada Biblia del Cántaro (1602), considerada como la primera edición corregida de la Biblia del Oso de Casiodoro de Reina (Montemolín, Badajoz, c. 1520-Fráncfort del Meno, Sacro Imperio Romano Germánico, 1594) de 1569, conocida hasta hoy con la denominación de Biblia Reina-Valera.

En momentos de inestabilidad política o religiosa, Oxford ofreció su hospitalidad a eminentes estudiosos españoles como Cipriano de Valera, autor de la preciosa Biblia Castellana que, modernizada, todavía se sigue publicando […]

Palabras de Su Majestad el Rey Juan Carlos I a la comunidad académica al ser investido doctor «honoris causa» en Derecho civil por la Universidad de Oxford. Reino Unido (Oxford), 24 de abril de 1986.

## Datos biográficos

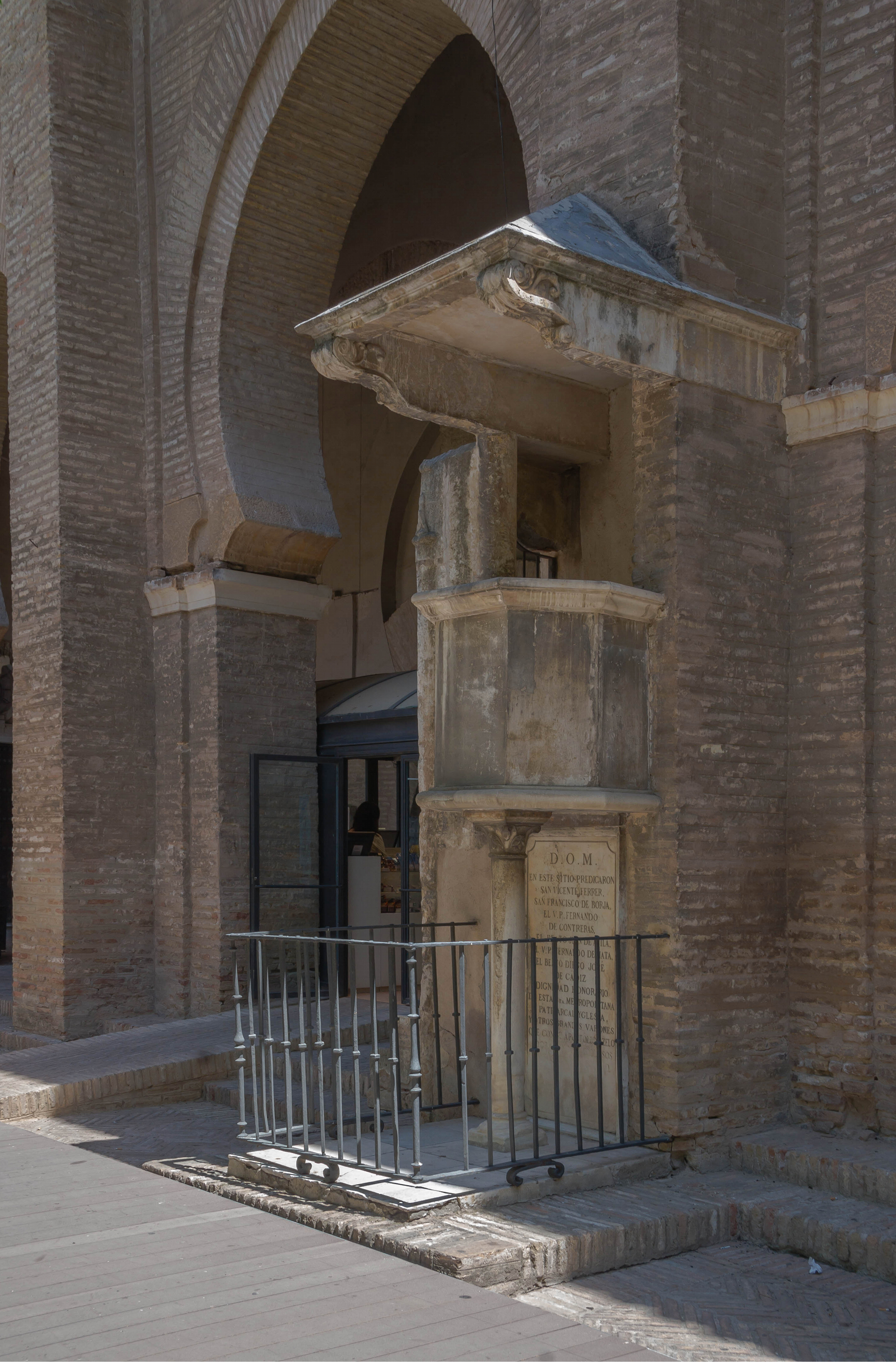
Púlpito del Patio de los Naranjos de la catedral de Sevilla. Una inscripción recuerda que "en este sitio predicaron San Vicente Ferrer, San Francisco de Borja, el beato Juan de Ávila", etc.

Nada concreto se sabe de su vida hasta que estudia per sex annos Dialéctica y Filosofía en la Universidad de Sevilla –«al tiempo que la estudiaba Arias Montano»–, «oye de muy buena gana la doctrina de los buenos predicadores de Sevilla como el doctor Egidio y Constantino Ponce de la Fuente», ingresa en la Orden de los Jerónimos Observantes, hecho que debió de producirse inmediatamente después de su graduación, o llega al monasterio de San Isidoro del Campo, muy cerca de las ruinas de la antigua Itálica, en el actual término municipal de Santiponce.
En cuanto a su posible fecha de nacimiento, se puede deducir que este debió de producirse en 1531 o 32, según se desprende de la Exhortación al cristiano lector que encabeza su revisión de la Biblia de Reina, publicada en 1602:

Yo siendo de 50 años comencé esta obra: y en este año de 1602 en que ha plazido à mi Dios sacarla à Ia luz, soy de 70 años (edad es esta en que las fuerças desfallecen, Ia memoria se entorpece y los ojos se escurecen). De manera que he empleado 20 años en ella.

Respecto a su «apellido», cabe resaltar que los jerónimos tenían la costumbre de incluir el lugar de nacimiento como segundo componente del nombre religioso del profeso, lo que, a falta de datos documentales, lo relacionaría originariamente con los actuales restos arqueológicos de «Valera la Vieja» (Nertobriga), ubicados en el término municipal de Fregenal de la Sierra (Badajoz).

### DeSan IsidoroaGinebra

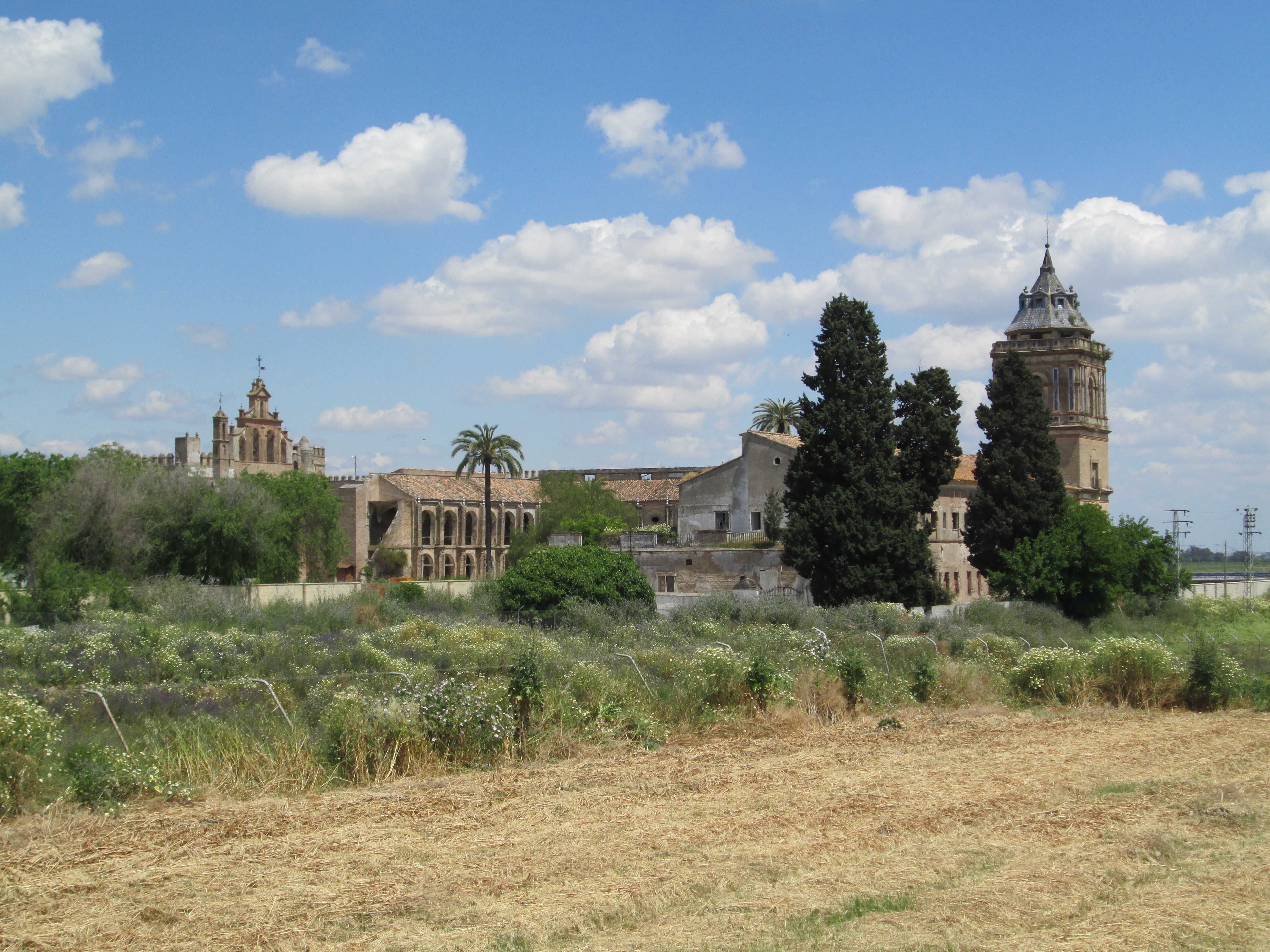
Poco antes, había sido prior de San Isidoro García Arias, uno de los discípulos de Egidio. Reina lo alabaría por haber introducido "la luz de la verdadera religión" en el monasterio.

Como afirma Bataillon, «España se nos muestra en Sevilla […] agitada por una predicación que no se podría llamar implícitamente protestante, que se deriva claramente del iluminismo erasmista y que, entre 1535 y 1555, se adhiere a la justificación por la fe sin deducir de ella conclusiones fatales para los dogmas católicos».
La capital andaluza se convierte así en un hervidero de grupúsculos (el propio Valera los cuantifica en cerca de ochocientos), donde el interés por el movimiento reformador (ni Gonsalvio ni Valera hablan de «luteranos») se instala fuertemente.

El doctor Iua Ρerez de pia memoria año de 1556 imprimio el Testamento nuevo, y un Iulian Ηernandez movido por el zelo de hazer bien à su nación llevó muy muchos destos Testamentos, y los distribuyò en Sevilla año de 1557.

Cipriano de Valera. Exhortación al cristiano lector a leer la Sagrada Escritura. 1602.

Pero quizá ninguno tan conocido ni bien documentado como el de San Isidoro, donde no menos de 22 de sus cuarenta miembros son acusados de herejía.
Entre los monjes, crece la sospecha de que la Inquisición sigue muy de cerca sus actividades. Pese al riesgo, se toma la decisión de dirigirse a Ginebra (por entonces, cobijo e inexpugnable bastión de la fe evangélica) a través de varias rutas.
Ante tales expectativas, durante el verano de 1557, doce monjes huyen del monasterio: el prior Francisco Farías, el vicario Juan de Molina, el procurador Pedro Pablo, el prior del convento jerónimo de Écija o los frailes Antonio del Corro, Hernando de León, Casiodoro de Reina y el propio Cipriano de Valera. De los que no lograron escapar, unos cuarenta fueron quemados en los autos de fe de 1559 (24 de septiembre), 1560 (22 de diciembre) y 1562 (16 de abril); otros fueron condenados «en ausencia».

### Inglaterra

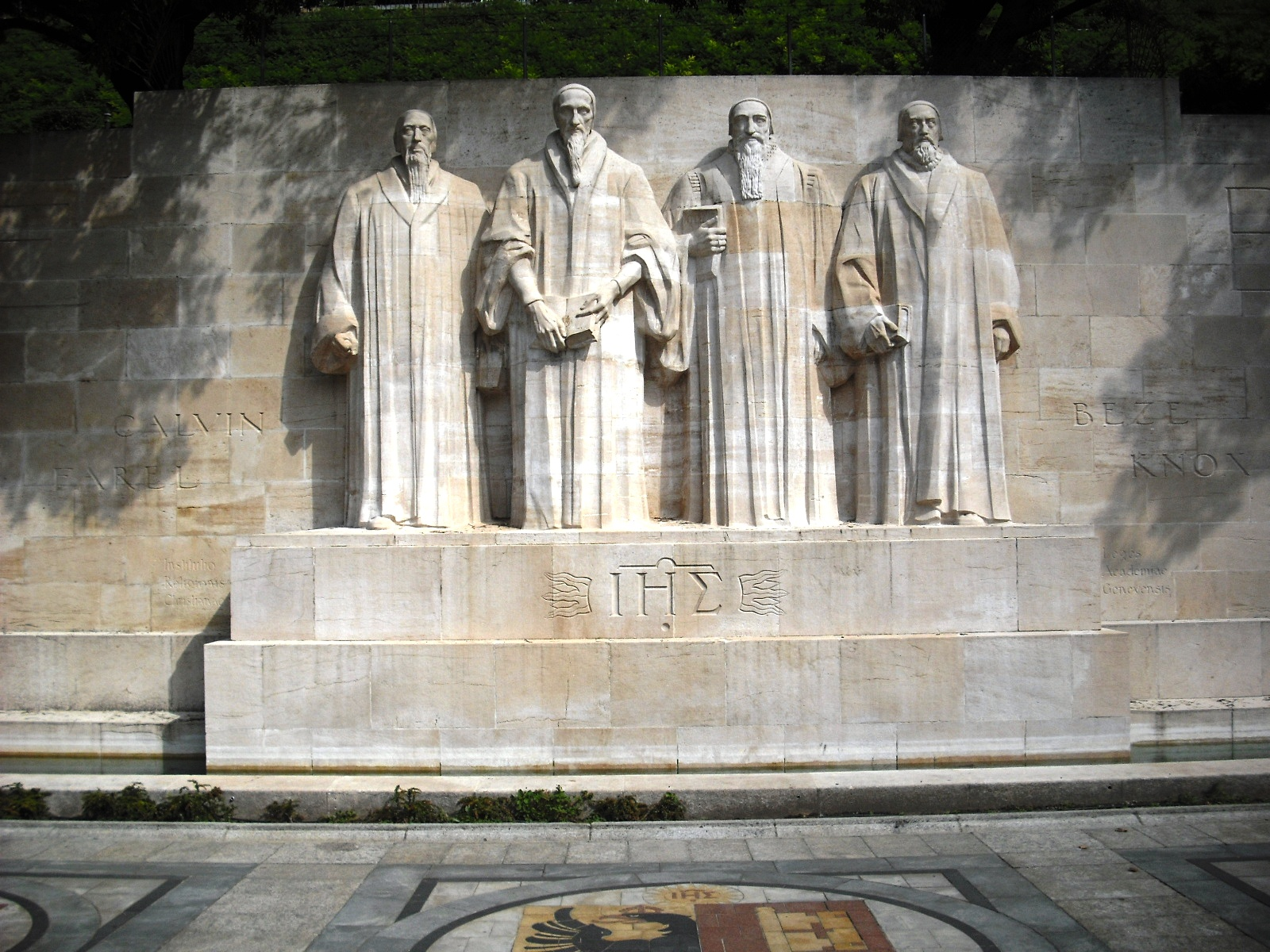
Ginebra. Muro de los Reformadores. De izquierda a derecha, Guillaume Farel, Juan Calvino, Teodoro de Beza y John Knox.

Ya en Ginebra (donde permanece poco tiempo), va conociendo a los miembros del grupo de refugiados españoles, algunos de los cuales llevan en la misma desde septiembre de 1556 (el 1 de octubre de 1558 es admitido junto con otros siete compatriotas como «habitante» de la ciudad), entre los que destaca el antes mencionado Juan Pérez de Pineda, así como a Juan Calvino, de quien traducirá Institución de la religión cristiana (1597), o Teodoro de Beza, con el que estudia Teología en la Academia calvinista de Lausana.
Pero será en Inglaterra donde resida desde su llegada –inmediatamente después de la coronación de Isabel I el 15 de enero de 1559 (5 de enero de 1559jul.)– al menos hasta 1602, la propia reina lo nombre profesor de Teología del  Magdalene College de Cambridge (9 de febrero de 1559-21 de febrero de 1567), contraiga matrimonio «con una dama inglesa» (posiblemente en 1563), frecuente el templo de St. Mary Axe, se incorpore el 21 de febrero de 1565 a la Universidad de Oxford como maestro en Artes, sea nombrado tutor de Νichοlas Walsh o vaya y venga, continuamente, a Αmsterdam.
También por estos años participa en la redacción de la llamada Confesión española de Londres, fechada el 4 de enero de 1559 y presentada por Reina como prueba de la estricta ortodoxia de las comunidades protestantes española e italiana asentadas en Inglaterra, sospechosas de opiniones discordantes sobre la Trinidad tras los escritos de Miguel Servet y Sebastián Castellion.

### Leiden

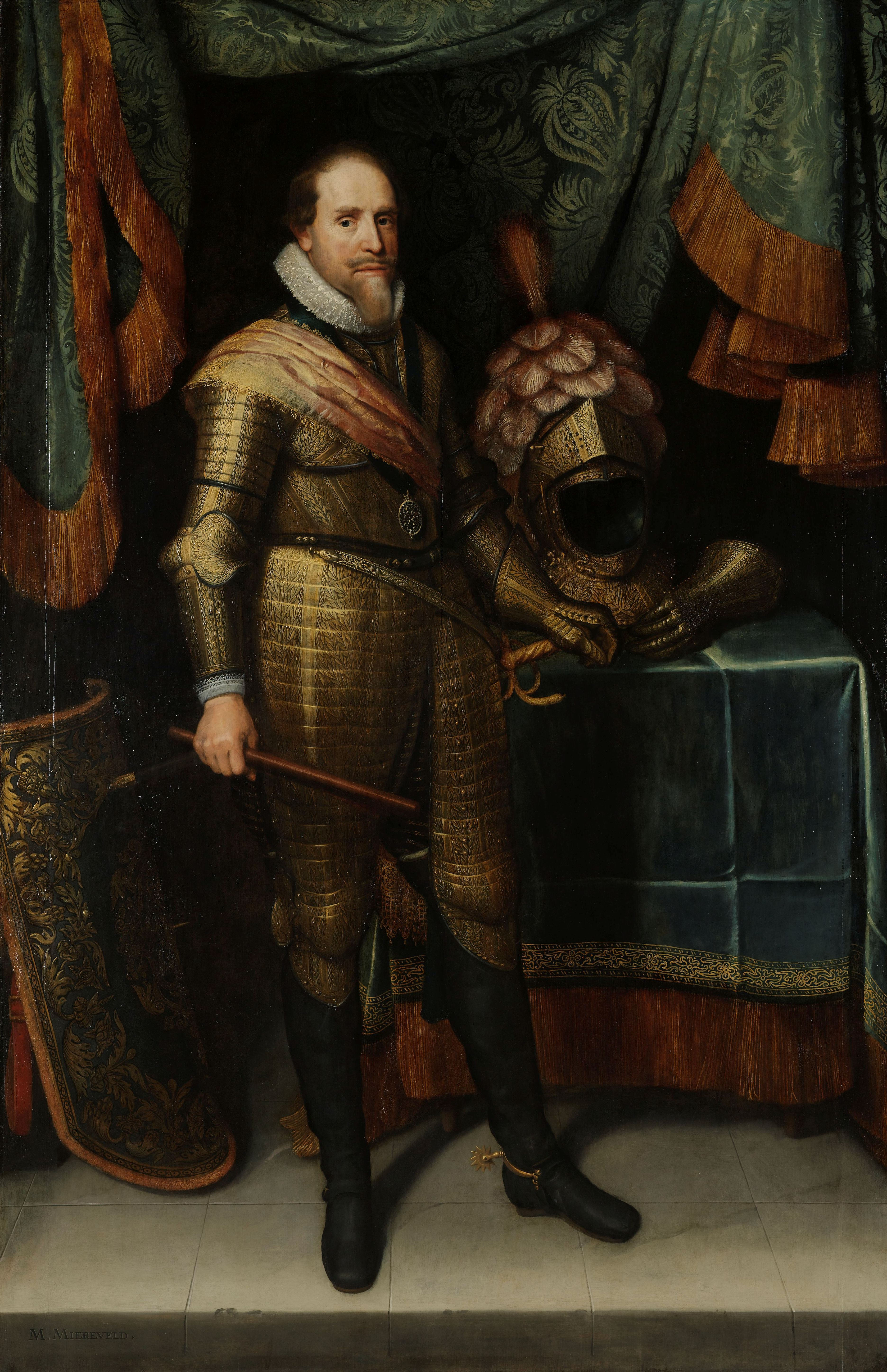
Michiel Jansz. van Mierevelt. Retrato de Mauricio de Nassau,
c. 1613-1620. Óleo sobre tabla, 221,5 x 146 cm. Rijksmuseum, Ámsterdam.

Terminada la Biblia, Valera y el impresor Lorenzo Jacobi se trasladan de Αmsterdam a Leiden a fin de presentar algunos ejemplares a Mauricio de Nassau y los Estados Generales de los Países Bajos. Jacobo Arminio les entrega una carta de recomendación para Juan Vittenbogaert, teólogo protestante en la ciudad. Dice así:

Allá pasan Cypriano de Valera y Lorenzo Jacobi a presentar al Sr. Conde y a los Estados Generales algunos ejemplares de la Biblia Española que han acabado de imprimir. Hay entre ellos alguna disensión, que compondréis, puesto que los dos se ponen en vuestras manos; es cosa de poco momento y así, con facilidad, los pondréis en paz, y más que ambos son amigos, que hasta aquí con suma concordia y conspirando a un mismo fin, han promovido aquella obra, y están resueltos a no perder esta amistad, por cuanto tiene el mundo. Procuraréis cuanto esté de vuestra parte, que Valera se restituya a Inglaterra con su mujer, provisto de una buena ayuda de costa. Yo he hecho por él aquí lo que he podido. Y a la verdad es acreedor a pasar el poco tiempo de vida que le resta con la menor incomodidad que sea posible. Αmsterdam y noviembre de 1602.

«En 1602, tenía Valera la edad de setenta años, según él mismo dice en la Exhortación citada. […] Es lo cierto que desde el año de 1602 le perdemos absolutamente de vista».

### Últimos años y fallecimiento
No es totalmente seguro que Valera regresara a Inglaterra tras su estancia en los Países Bajos, si bien resulta lo más probable, ni, sobre todo, la fecha exacta de su muerte.
Entre los papeles de Benjamin B. Wiffen (1794-1867), se halló una copia anotada por él mismo del Ecelesiasticus Graece ad exempla Romanum de Jan Drusius, que destaca con fuerza que así lo hizo.
En la portada del citado libro, el rector inglés del Gimnasium de Ámsterdam Matthew Slade (1569-1628) escribe:

Spectatae pietatis et eruditionis seni, reverendo in Xto fratri D. Cypriano Valeiiano amoris aeternum duraturi pignus, Amsteldamo Batavae In Angiiam redenti hunc lìbrum LM. D. D. Matthaeus Sladus frh. f. prydaino-saxo ab Austroperotto Durovngum anno MDCII ad XIIII Kalend. Oct.

Se sabe también que el 20 de noviembre de 1602 se encuentra en Middelburg, como se desprende de esta breve dedicatoria autógrafa:

[…] pio ac docto ¡uveni Samueli Radermachero in signum ac tesseram amicitiae hoc scripsit Cyprianus de Valera.

[…]

Midelburgi 20. Novembris anno 1602.

Una probable anotación en la Athenae Cantabrigenses lo relaciona aún vivo en 1606. Otros autores sitúan la dudosa fecha de su muerte en 1602, 1622 o incluso 1625.

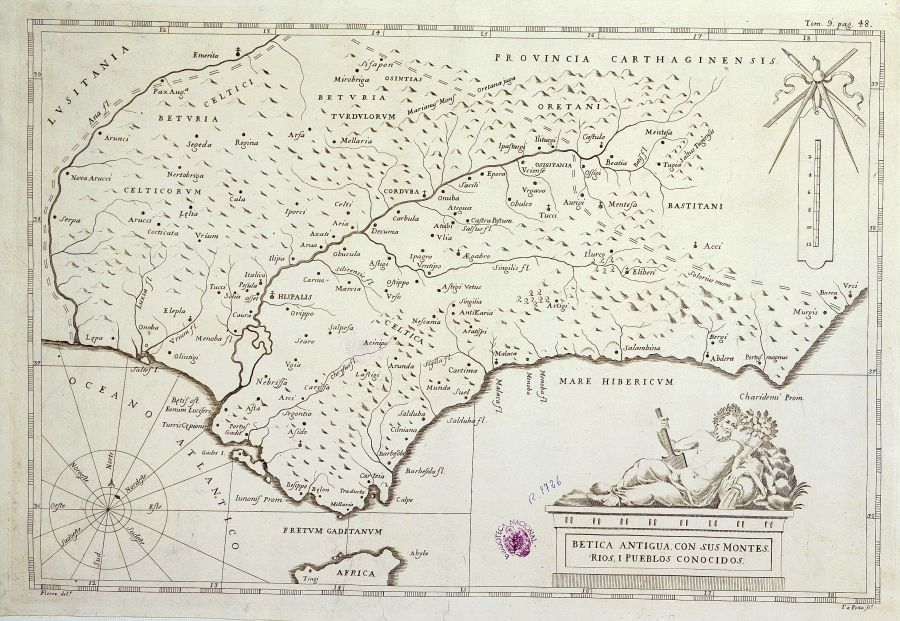
Nertobriga en un mapa de la Baetica del siglo XVII.
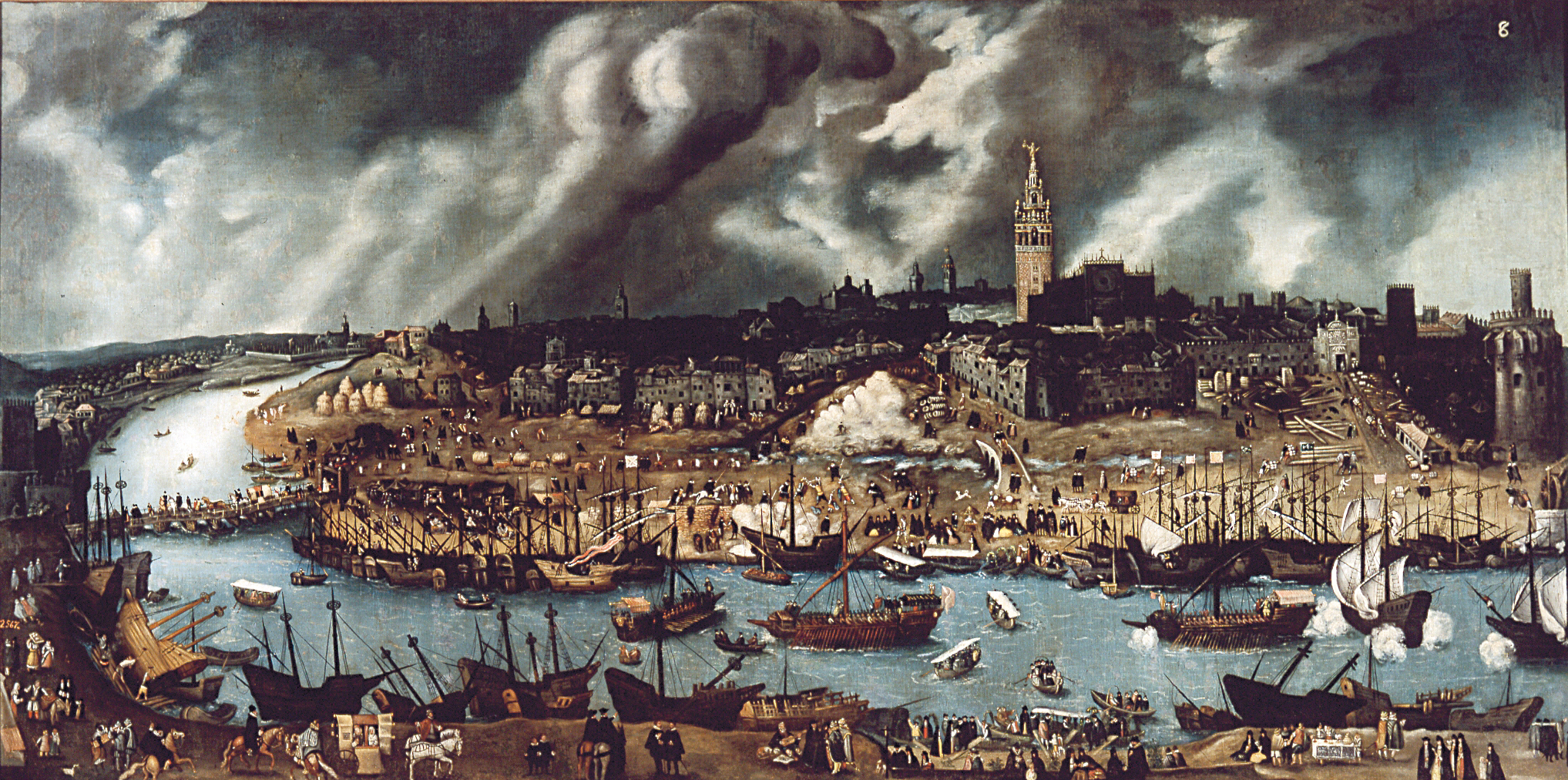
«La ciudad de Sevilla es una de las más civiles, populosas, ricas, antiguas, fructíferas, y de más suntuosos edificios que hoy día hay en España: […]»
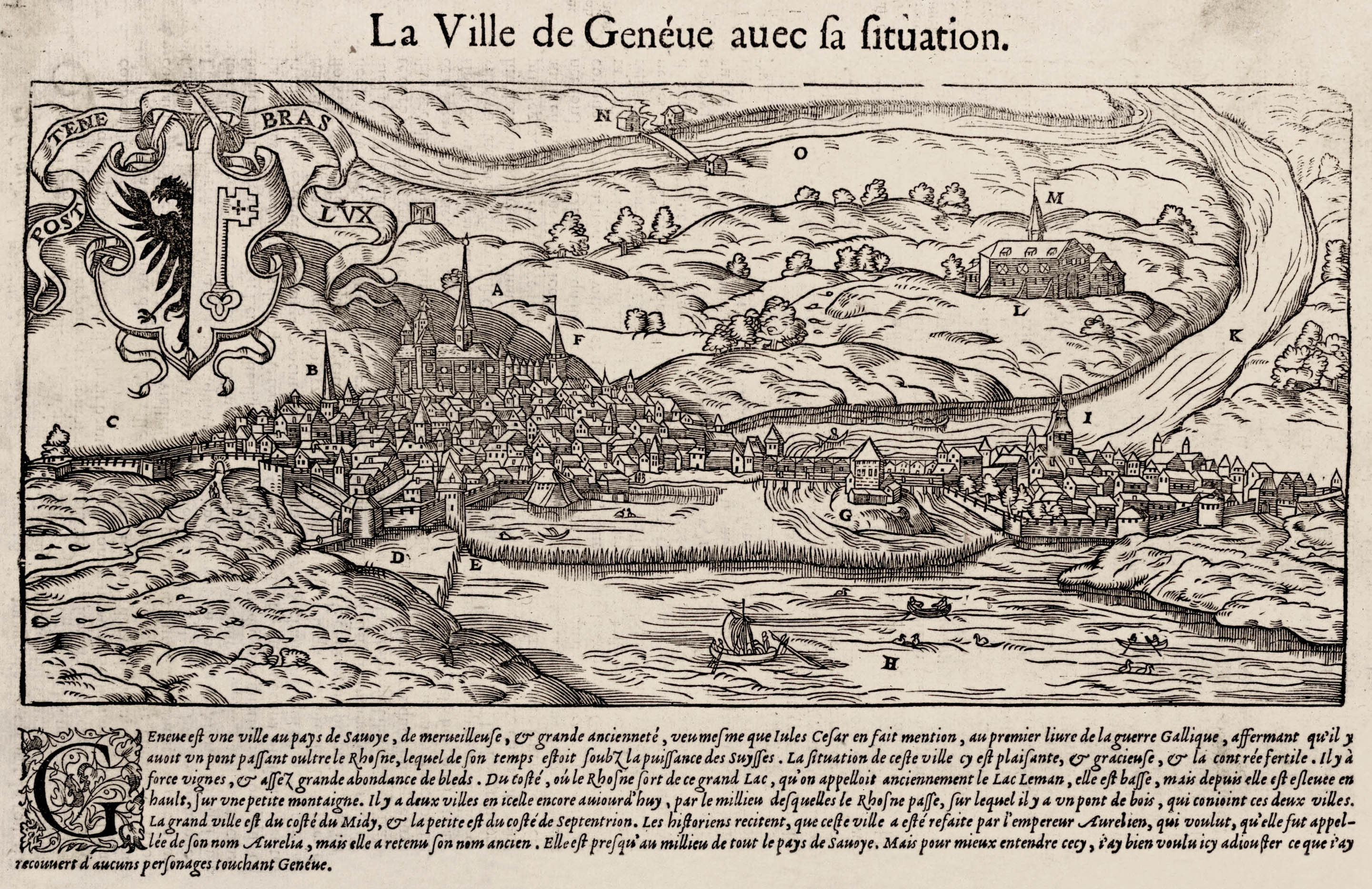
«La ville de Genève auec fa situation». 1552.
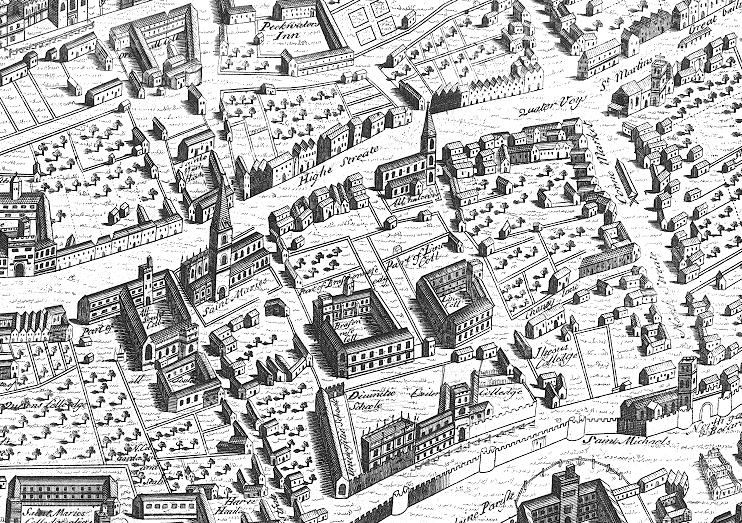
«Part of Ralph Agas's map of Oxford». 1578.
«Amstelredam by Pieter Bast». 1597.
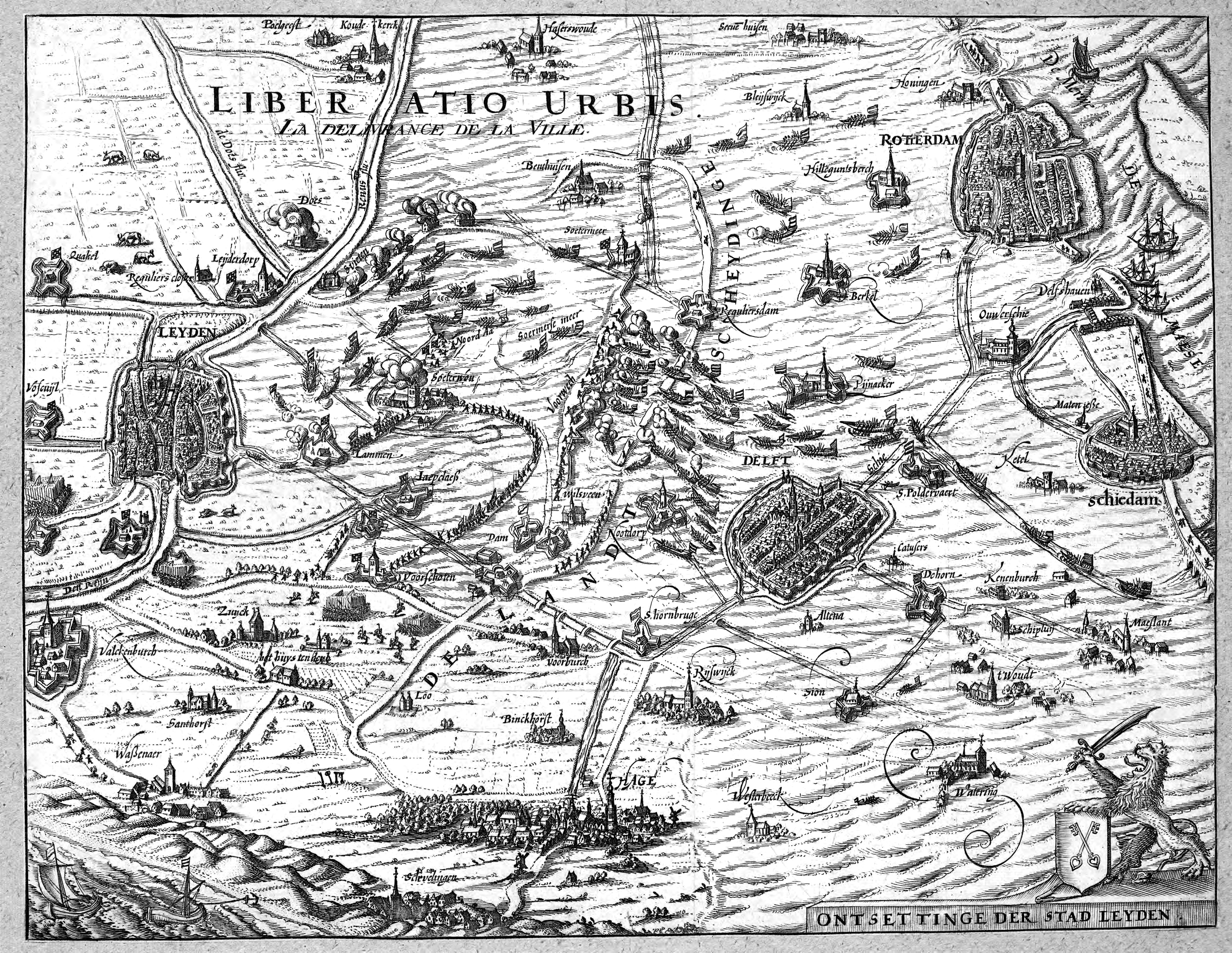
«Ontsettinge der Stad Leyden». 1574.

## Descendientes[28]
| Nombre                                   | Cónyuge                         | Observaciones                                          | Retrato |
| ---------------------------------------- | ------------------------------- | ------------------------------------------------------ | ------- |
| Judith de Valera                         | Thomas Kingsmill (c. 1567–1613) | Contrajo segundas nupcias con Edward Prescott.         | [ 29 ]  |
| Ann Kingsmill (m. 12 de octubre de 1673) | Giles Cοys                      |                                                        |         |
| Sarah Cοys                               | William Oglethorpe              |                                                        |         |
| Anna Oglethorpe                          | Nathaniel Vincent               |                                                        |         |
| Mary Vincent                             | John Ford                       |                                                        |         |
| Judith Ford                              | Thomas Fenn                     |                                                        |         |
| Nathaniel Fenn                           | Sarah Stevenson                 |                                                        |         |
| Joseph Fenn (1790-1878)                  | Sarah Finch (1795-c. 1870)      | Contrajeron matrimonio en 1817 y tuvieron nueve hijos. |         |

## Obras

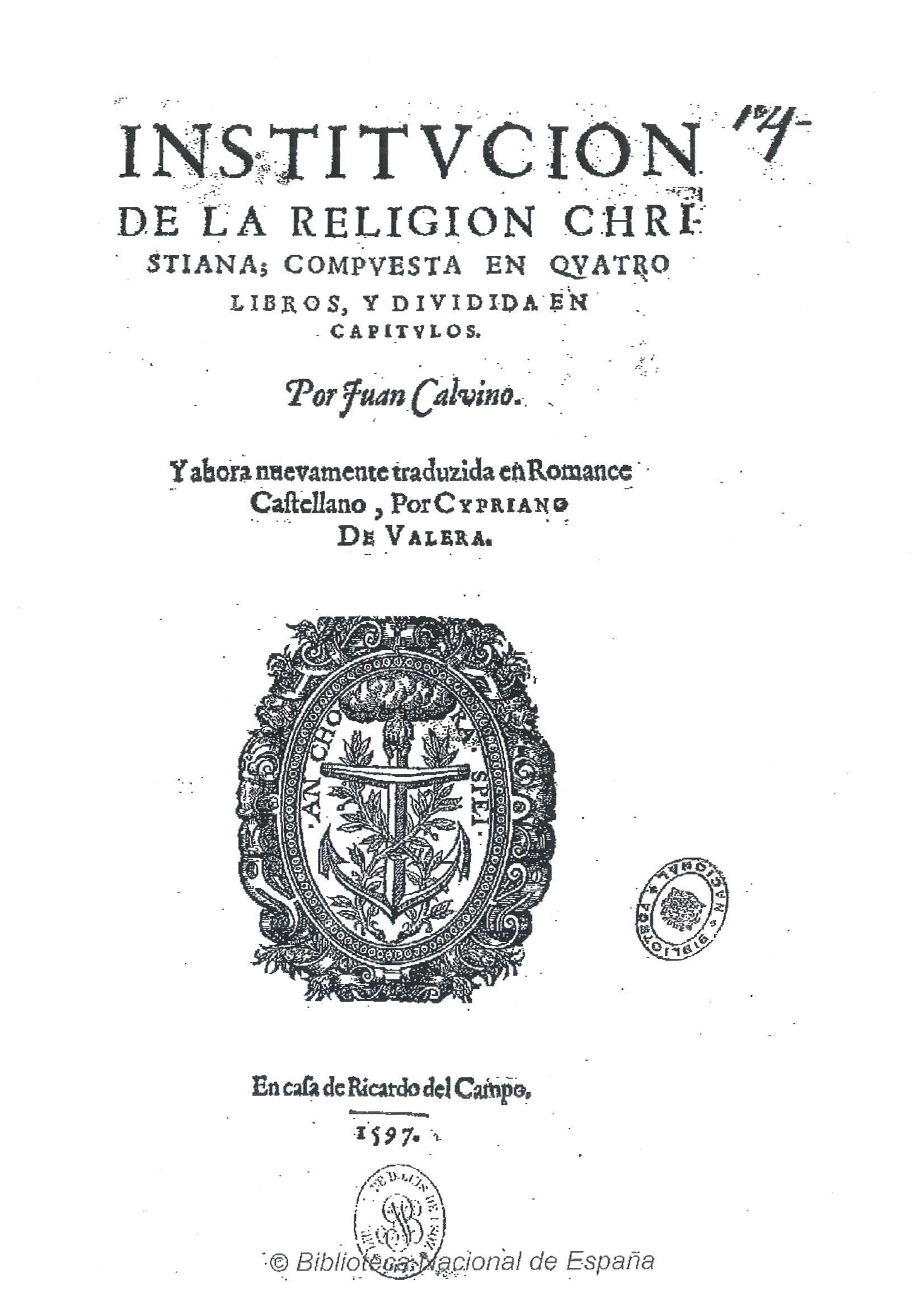
Institución de la religión cristiana. Tras la publicación del original en latín en 1536 y la traducción al francés del propio Calvino de 1541, Valera edita la obra en español en 1597.

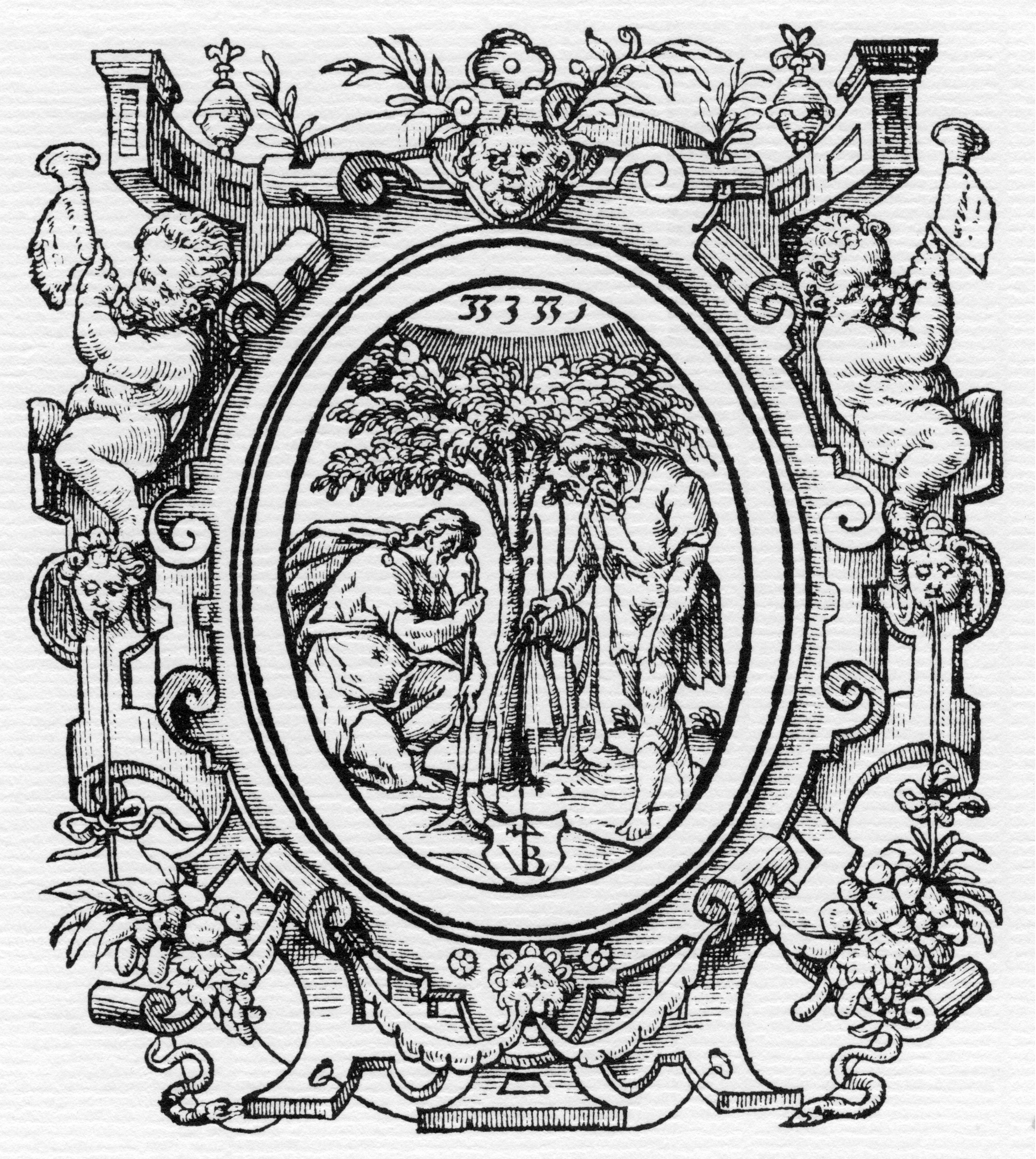
«Yo planté, Apolos regó: mās Dios ha dado el crecimiento». 1 Co.3.6.

- Instituciοn de la religiοn christiana; compuesta en quatro libros, y dividida en capitulοs por Iuan Calvino. Y ahora nuevamente traduzida en romance castellano, por Cypriano de Valera. «En casa de Ricardo del Campo». 1597.
- Cathólico Reformado. O una declaración que muestra quanto nos podamos conformar con la Iglesia Romana, tal qual es el día de hoy, en diversos puntos de la Religión; y en qué puntos devemos nunca jamás convenir, sino para siempre apartarnos della. Ιtem un aviso a los afficionados a la Iglesia Romana, que muestra la dicha Religión Romana ser contra los Cathólicos Rudimentos y fundamentos del Cathecismo. Compuesto por Guillermo Perquino, Licenciado en Sancta Theología y trasladado en Romance Castellano por Guillermo Massan, Gentil-Hombre y a su costa imprimido. «En casa de Ricardo del Campo». 1599.
- Dos tratados, el primero es del papa y de su autoridad, colegido de su vida y dotrina, el segundo es de la missa:[f] el uno y el otro recopilados de lo que los doctores y concilios antiguos, y la sagrada escritura enseñan: iten, un enxambre de los falsos milagros con que Μaria de la Visitaciοn, Priora de la Anunciada de Lisboa engañó à muy muchos, y de como fue descubierta y condenada. «Londres. Segunda ed. augmentada por el mismo autor». 1599.
- LA BIBLIA. Que es, LOS SACROS LIBROS DEL VIEIO Y NUEVO TESTAMENTO. Segunda Ediciοn. «En Amfterdam, En Cafa de Lorenço Iacobi». 1602.

Resta ahora dar cuenta de lo que nos ha movido a hacer esta segunda edición. Casiodoro de Reina movido de un pío zelo de adelantar la gloria de Dios y de hacer un señalado servicio a su nación, en viéndose en tierra de libertad para hablar y tratar de las cosas de Dios, comenzó a darse a la traslación de la Biblia, la cual tradujo y así año de 1569 imprimió dos mil y seiscientos ejemplares, los cuales por la misericordia de Dios se han repartido por muchas regiones, de tal manera que hoy casi no se hallan ejemplares si alguno los quiere comprar. Para que, pues, nuestra nación española no careciese de un tan gran tesoro, como es la Biblia en su lengua, habemos tomado la pena de leerla y releerla una y muchas veces, y la habemos enriquecido con nuevas notas, y hasta algunas veces habemos alterado con maduro consejo y deliberación, y no fiándonos de nosotros mismos (porque nuestra conciencia nos testifica cuan pequeño sea nuestro caudal) lo habemos conferido con hombres doctos y píos, y con diversas traslaciones, que por la misericordia de Dios hay en diversas lenguas el día de hoy. Cuanto a lo demás, la versión, conforme a mi juicio es excelente, y así la habemos seguido cuanto habemos podido, palabra por palabra. […]

También habemos quitado todo lo añadido de los setenta intérpretes o de la Vulgata. que no se halla en el texto hebreo, lo cual principalmente ocurre en los Proverbios de Salomón. Esto digo para que si alguno confiriese esta versión con la que llaman Vulgata, y no hallare en esta todo lo de aquella, no se maraville, porque nuestro intento no es trasladar lo que los hombres han añadido a la Palabra de Dios, sino lo que Dios ha revelado en sus Sanctas Escripturas. Habemos también quitado las acotaciones de los libros apócrifos en los libros canónicos; porque no es bien hecho confirmar lo cierto con lo incierto, la Palabra de Dios con la de los hombres. En los libros canónicos habemos añadido algunas notas, para declaración del texto, las cuales se hallarán de otra letra que las notas del primer traductor.

- El Nuevo Testamento: que es los escriptos evangelicοs y apostοlicos revisto y conferido con el texto griego por Cypriano de Valera. «En Αmsterdam en casa de Henrico Lorençi». 1625.
- Tratado para confirmar en la fe cristiana a los cautivos de Berbería compuesto por Zipriano d. Valera i por él publicado el a. 1594. «En casa de Pedro Shorto». Aviso a los de la iglesia romana sobre jubileos compuesto por el mismo, i publicado el a. 1600. 1854.

Biblia Reina-Valera
Existen, entre otras, revisiones de 1861 (impresa en Londres por W. Clowes and Sons), 1862 y 1863 (Imprenta de la Universidad de Oxford), 1865 (imprenta de la Sociedad Bíblica Americana y, ahora por Ministerios Valera 1865), 1909, 1960, 2009 (publicada por la Iglesia de Jesucristo de los Santos de los Últimos Días)…
- Biblia Reina-Valera 1862, en formato digital.
- Biblia Reina-Valera 1865, en formato digital.

La Biblia del Siglo de Oro
Fue presentada por la Biblioteca Nacional y la Sociedad Bíblica de España el 16 de junio de 2009:
- Moraleja Ortega, Ricardo; et al. (2009). La Biblia del Siglo Oro. Madrid: Sociedad Bíblica de España. ISBN 978-84-8083-203-8.

## Reconocimientos
- Calle «CIPRIANO VALERA», Sevilla 37°23′33.2″N 5°55′20.9″O / 37.392556, -5.922472.

### Hemerografía
Publicaciones especializadas aparte, la Reina-Valera y sus autores han venido teniendo cierto eco en la prensa diaria:
- [Sin indicación del autor] (15 de julio de 1904). «Cipriano de Valera». Revista Cristiana: Periódico Científico-Religioso (Madrid) (589): 193-196.
- Gamito, Gloria (25 de septiembre de 1981). «La fundación evangélica Reina-Valera compra parte de San Isidoro del Campo». ABC (Sevilla) (24 331): 7, 25.
- [Sin indicación del autor] (10 de junio de 1982). «Conferencias bíblicas de la Fundación Reina-Valera». ABC (Sevilla) (24 550): 56.
- J. C. de T. (3 de enero de 1987). «La Biblia». ABC (Sevilla) (26 016): 39.
- S. C. (6 de mayo de 1988). «La Consejería de Cultura compra las dos terceras partes de San Isidoro del Campo». ABC (Sevilla) (26 501): 44.
- González de Cardedal, Olegario (8 de septiembre de 2001). «Aventuras de la Biblia». ABC Cultural (Madrid): 28.
- [Sin indicación del autor] (12 de noviembre de 2002). «Se presenta una nueva edición de la Biblia más leída por protestantes». ABC (Sevilla) (31 760): 58.
- Díaz Pérez, Eva (actualizado el 31 oct. 2015). «Lutero, 500 años en San Isidoro del Campo». EL MUNDO.